# Taha Yassine Khenissi
Taha Yassine Khenissi (ar. طه ياسين الخنيسي, ur. 6 stycznia 1992 w Dżardżisie) – tunezyjski piłkarz grający na pozycji napastnika. Od 2015 roku jest zawodnikiem klubu Espérance Tunis.

## Kariera piłkarska
Swoją karierę piłkarską Khenissi rozpoczął w klubie Espérance Tunis. W 2010 roku awansował do pierwszego zespołu. W sezonie 2010/2011 zadebiutował w nim pierwszej lidze tunezyjskiej. W debiutanckim sezonie wywalczył mistrzostwo Tunezji oraz zdobył Puchar Tunezji. W 2011 roku wygrał z Espérance Ligę Mistrzów.
Na początku 2012 roku Khenissi odszedł z Espérance do Club Sportif Sfaxien. Swój debiut w nim zaliczył 23 września 2012 w wygranym 2:1 domowym meczu z ES Beni-Khalled. W sezonie 2012/2013 sięgnął ze Sfaxien po mistrzostwo kraju, a w 2013 roku wygrał z nim Puchar Konfederacji.
W 2015 roku Khenissi wrócił do Espérance Tunis. W sezonie 2015/2016 został z nim wicemistrzem kraju oraz zdobył puchar kraju. W kolejnych dwóch sezonach został już mistrzem kraju, a dodatkowo w roku 2018 po raz drugi w karierze wygrał afrykańską Ligę Mistrzów.
| Sezon   | Klub            | Kraj    | Rozgrywki | Mecze | Gole |
| ------- | --------------- | ------- | --------- | ----- | ---- |
| 2010/11 | Espérance Tunis | Tunezja | CLP-1     | 3     | 0    |
| 2011/12 | Espérance Tunis | Tunezja | CLP-1     | 1     | 0    |
| 2011/12 | CS Sfaxien      | Tunezja | CLP-1     | 3     | 1    |
| 2012/13 | CS Sfaxien      | Tunezja | CLP-1     | 16    | 2    |
| 2013/14 | CS Sfaxien      | Tunezja | CLP-1     | 16    | 2    |
| 2014/15 | CS Sfaxien      | Tunezja | CLP-1     | 20    | 3    |
| 2015/16 | Espérance Tunis | Tunezja | CLP-1     | 24    | 12   |
| 2016/17 | Espérance Tunis | Tunezja | CLP-1     | 23    | 13   |
| 2017/18 | Espérance Tunis | Tunezja | CLP-1     | 17    | 9    |

## Kariera reprezentacyjna
W reprezentacji Tunezji Khenissi zadebiutował 23 marca 2013 roku w wygranym 2:1 meczu eliminacji do MŚ 2014 ze Sierra Leone. W 2017 roku został powołany do kadry na Puchar Narodów Afryki 2017. Rok później nie pojechał na Mistrzostwa Świata ze względu na kontuzję.